# Weilrod
Weilrod település Németországban, Hessen tartományban. Lakosainak száma 6781 fő (2023. december 31.).

## Népesség
A település népességének változása:
| Lakosok száma | 6422 | 6442 | 6526 | 6652 | 6781 |
|               | 2017 | 2019 | 2021 | 2022 | 2023 |